# Alberto Machado da Rosa
Alberto Machado da Rosa (Angra do Heroísmo, 30 de janeiro de 1924 — Monsaraz, 3 de dezembro de 1974) foi um professor universitário, hispanista, escritor e ensaísta português, que se notabilizou com os seus estudos sobre literatura galega e sobre Eça de Queiroz.

## Biografia
Nasceu na cidade de Angra do Heroísmo, onde concluiu o ensino secundário no Liceu Nacional de Angra do Heroísmo. Matriculou-se no ano de 1941 na Faculdade de Letras da Universidade de Coimbra, onde em 1947 se licenciou em Filologia Germânica. Nesse mesmo ano partiu para os Estados Unidos da América, onde prosseguiu estudos de graduação na Universidade de Wisconsin, em Madison.
Na Universidade de Wisconsin, após um ano como assistente de ensino no Departamento de Espanhol e Português, foi contratado como instrutor interino dada a maturidade e potencial demonstrados. Doutorou-se naquela Universidade em 1953 com uma dissertação de doutoramento sobre a vida e a obra da poetisa galega Rosalía de Castro. Nesse mesmo ano adquiriu nacionalidade norte-americana e iniciou funções como professor no Departamento de Espanhol e Português da Universidade de Wisconsin, em Madison.
Na Universidade de Wisconsin foi fundador e diretor do Centro Luso-Brasileiro da Universidade de Wisconsin (Luso-Brazilian Center at the University of Wisconsin), posteriormente Divisão Luso-Brasileira do Centro de Línguas e Área de Estudos Latino-Americanos (Luso-Brazilian Division of the Language and Area Center for Latin American Studies), organizador e diretor do primeiro Junior Year Abroad da Universidade da Bahia (Brasil), como professor associado visitante da New York University (1959-1960), co-fundador do Seminário de Cultura Galega na República de San Salvador, diretor de duas Summer Sessions no Brasil (1961 e 1962) na Universidade Federal do Rio Grande do Sul e organizador de vários simpósios e séries de palestras sobre problemas e correntes literárias luso-brasileiras, realizados em Madison (1960, 1962 e 1963) e em Porto Alegre (1961 e 1962). Foi fundador e editor da Luso-Brazilian Review (1964), o primeiro periódico do género editado nos Estados Unidos, e secretário da Secção Portuguesa da Associação das Línguas Modernas (1964). Entre as suas iniciativas em Madison, conta-se a promoção de uma conferência de homenagem à Geração Portuguesa de 1870.
Em 1964 transferiu-se para a Universidade da Califórnia em Los Angeles (UCLA), onde integrou o Departamento de Espanhol e Português (Spanish and Portuguese). Em Los Angeles continuou o seu trabalho de investigação, revelando-se um relevante hispanista e um conhecedor profundo das literaturas portuguesa e galega. Foi autor de múltiplos artigos, ensaios e livros, principalmente sobre assuntos relacionados com a literatura do século XIX em Portugal, Espanha e Brasil. O projecto que mais ocupou o seu tempo foi a recolha e análise crítica de curtas peças espalhadas por inúmeros periódicos do grande escritor português Eça de Queirós. A edição da obra dispersa de Eça de Queirós constitui um impressionante empreendimento, saído a público em nove volumes, mas que ainda assim ficou inacabado, pois apenas os cinco primeiros volumes foram publicados com o título comum de Eça de Queirós, Prosas Esquecidas.
Outra das suas obas que teve grande impacte nos meios literários foi a monografia intitulada tinha publicado Eça, discipulo de Machado?, publicado em 1963 no Brasil,, que teve tanto sucesso que no ano imediato apareceu em Lisboa uma segunda edição.
O reconhecimento e o apreço públicos surgiram rapidamente: em 1966 foi eleito membro da Academia Internacional de Cultura Portuguesa em Lisboa e, quase ao mesmo tempo, foi nomeado consultor do Colóquio Internacional de Estudos Luso-Brasileiros realizado na Harvard University e em New York. Um ano depois foi convidado de honra do Festival Cultural Brasileiro, realizado na Indiana University de 10 a 13 de maio de 1967. Em 1970 foi convidado de honra no I Encontro dos Professores do Ensino Superior e Secundário de Língua e Literatura Portuguesa, realizado em Coimbra.
Alberto Machado da Rosa faleceu repentinamente durante uma licença sabática, na manhã de 3 de dezembro de 1974, quando se encontrava na vila de Monsaraz, no Alentejo.